# Marsing
Marsing is een plaats (city) in de Amerikaanse staat Idaho, en valt bestuurlijk gezien onder Owyhee County.

## Demografie
Bij de volkstelling in 2000 werd het aantal inwoners vastgesteld op 890.
In 2006 is het aantal inwoners door het United States Census Bureau geschat op 964, een stijging van 74 (8,3%).

## Geografie
Volgens het United States Census Bureau beslaat de plaats een oppervlakte van
1,7 km², geheel bestaande uit land. Marsing ligt op ongeveer 701 m boven zeeniveau.

## Plaatsen in de nabije omgeving
De onderstaande figuur toont nabijgelegen plaatsen in een straal van 24 km rond Marsing.